# Jadarita
La jadarita és un mineral de la classe dels silicats. Va ser descoberta l'any 2006 en un nucli de perforació de la regió del Jadar, a Sèrbia, de la qual rep el nom. Aquesta és la seva localitat tipus i l'únic lloc on ha estat trobada fins ara.

## Característiques
La jadarita és un nesosilicat de fórmula química LiNaB₃SiO₇(OH). Cristal·litza en el sistema monoclínic en cristalls d'entre 5 i 10 μm. La seva duresa a l'escala de Mohs és 4 a 5.
Segons la classificació de Nickel-Strunz, la jadarita pertany a «09.AJ: Estructures de nesosilicats (tetraedres aïllats), amb triangles de BO₃ i/o B[4], tetraèdres de Be[4], compartint vèrtex amb SiO₄» juntament amb els següents minerals: grandidierita, ominelita, dumortierita, holtita, magnesiodumortierita, garrelsita, bakerita, datolita, gadolinita-(Ce), gadolinita-(Y), hingganita-(Ce), hingganita-(Y), hingganita-(Yb), homilita, melanocerita-(Ce), minasgeraisita-(Y), calcibeborosilita-(Y), stillwellita-(Ce), cappelenita-(Y), okanoganita-(Y), vicanita-(Ce), hundholmenita-(Y) i prosxenkoïta-(Y).

## Jadarita i kriptonita
Un equip dirigit pel mineralogista britànic Chris Stanley va analitzar els fragments del material que van extreure els geòlegs del grup miner de l'empresa britànica Rio Tinto a la regió del Jadar. Després d'obtenir-ne la fórmula química, Stanley la va introduir en un cercador d'Internet per comprovar si ja s'havia descobert alguna cosa similar. Va quedar sorprès perquè el més semblant a la jadarita que va trobar va ser el mineral fictici que debilita en Superman, la kryptonita.
En la pel·lícula Superman Returns, un tros de kryptonita és exhibit en un museu amb un rètol que diu: hidròxid de silicat de sodi liti bor. Aquesta composició pràcticament la mateixa que la jadarita, exceptuant el fluor, fet pel qual Stanley va declarar: "Tindrem cura amb el mineral, no voldríem privar el món del seu superheroi més famós». Les altres diferències entre la jadarita i la kryptonita són el color (blanc, i no verd), la textura (terrosa, i no cristal·lina), la radioactivitat (nul·la, no com en el cas de la kryptonita) i l'absència de brillantor en comparació amb el mineral extraterrestre.